# Xeroderris
Xeroderris es un género de plantas con flores con dos especies perteneciente a la familia Fabaceae.
Algunos autores lo consideran una sinonimia del género Ostryocarpus Hook.f.

## Taxonomía
El género fue descrito por Guy Edouard Roberty y publicado en Bull. Inst. Franc. Afr. Noire Ser. A. 16: 353. 1954.
Etimología
Xeroderris: nombre genérico  

## Especies aceptadas
A continuación se brinda un listado de las especies del género Xeroderris aceptadas hasta mayo de 2015, ordenadas alfabéticamente. Para cada una se indica el nombre binomial seguido del autor, abreviado según las convenciones y usos.	
- Xeroderris chevalieri (Dunn) Roberty
- Xeroderris stuhlmannii (Taub.) Mendonca & Sousa